# کانال غرب تنگ بلاغی
کانال غرب تنگ بلاغی مربوط به دوره هخامنشی است و در شهرستان پاسارگاد، بخش هخامنشی، دهستان مادر سلیمان، روستای مبارک‌آباد، غرب تنگ بلاغی واقع شده و این اثر در تاریخ ۲۶ اسفند ۱۳۸۶ با شمارهٔ ثبت ۲۱۹۱۲ به‌عنوان یکی از آثار ملی ایران به ثبت رسیده است.